# شخصي وعن قرب (فلم)
شخصي وعن قرب (بالإنكليزية:Up Close & Personal) هو فيلم دراما/رومانسية أمريكي من إنتاج العام 1996. استوحي من قبل قصة جيسيكا سافيتش التي صارت في السبعيتيات أول مذيعة أخبار في قناة تلفزية أمريكية والتي يسند إلى زوجها القيام بمهمة تحقيقية تلفزيونية في منطقة نزاع مسلح على الحدود الجنوبية لبنما مع كولومبيا. القصة بنيت بشكل واضح على كتاب صدر في 1988 بعنوان فتاة ذهبية:قصة جيسيكا سافيتش "Golden Girl: The Story of Jessica Savitch" لألانا ناش.
اشتهر الفيلم باستعماله لأغنية لأنك أحببتني Because You Loved Me والتي أدتها سيلين ديون.
وحاز الفيلم على جائزة الغرامي لأحسن أغنية مصورة كتبت لفيلم أوتلفزيون أو أي وسيلة إعلامية. (لدايان وارين). كما تم ترشيحه لجائزة الأكاديمية (الأوسكار) عن فئة أفضل أغنية، وترشح كذلك لجائزة الغولدن غلوب عن فئة أفضل أغنية أصلية لفيلم.

## مشاركون في الفيلم
- روبرت ردفورد
- ميشيل فايفر
- ستوكارد تشاننغ
- جوي مانتيغانا
- كايت نيلغان
- غلين بلمر
- جيمس روبهورن
- سكوت بريس
- فابيان